# Лициния Краса
Вижте пояснителната страница за други личности с името Лициния.
Лициния Краса (на латински: Licinia Crassa) e римлянка, живяла през края на 2 и началото на 1 век пр.н.е. в Древен Рим.

## Биография
Произлиза от плебейската фамилия Лицинии и е дъщеря на Луций Лициний Крас.
Тя се омъжва първо за Квинт Муций Сцевола (понтифекс). През 100 пр.н.е. им се ражда дъщеря, Муция Терция, която през 81 пр.н.е. става третата съпруга на Помпей Велики и е майка на Гней Помпей (младши), Помпея (която се омъжва за Фауст Корнелий Сула) и Секст Помпей.
Лициния се развежда, за да се омъжи за Квинт Цецилий Метел Непот (консул 98 пр.н.е.), скандал, споменаван в много източници. От този брак има двама сина и една дъщеря: Квинт Цецилий Метел Целер, Квинт Цецилий Метел Непот (консул 57 пр.н.е.) и Цецилия Метела Целер която се омъжва за Публий Корнелий Лентул Спинтер.